# Delfinio (Oropo)
Delfinio (en griego, Δελϕίνιον) es el nombre de un antiguo asentamiento griego que en algunos periodos históricos perteneció a Beocia y en otros al Ática.
Tucídides narra como durante la última parte de la guerra del Peloponeso fue fortificado por los atenienses.
Estrabón señala que se trataba de un puerto sagrado situado a una distancia de unos veinte estadios de Oropo, y que se ubicaba enfrente de Eretria, a sesenta estadios.
Se supone que se ubicaba cerca de la actual Feri.